# Acrozoanthus australiae
Acrozoanthus australiae is een Zoanthideasoort uit de familie van de Zoanthidae. De wetenschappelijke naam van de soort is voor het eerst geldig gepubliceerd in 1893 door Saville-Kent.